# Laiwu
Laiwu (chiń. 莱芜; pinyin Láiwú) – miasto o statusie prefektury miejskiej we wschodnich Chinach, w prowincji Szantung. W 2010 roku liczba mieszkańców miasta wynosiła 126 554. Prefektura miejska w 1999 roku liczyła 1 225 136 mieszkańców.